# Julius Konietzko
Julius August Konietzko (* 6. August 1886 in Insterburg; † 27. April 1952) war ein deutscher Forschungsreisender und Händler mit dem Schwerpunkt auf Völkerkunde und Volkskunde.

## Leben
Seine Kindheit verbrachte Julius Konietzko bis zum Erreichen der Mittleren Reife bei seinem Onkel in Stolp, Pommern. In dieser Zeit machte er die Bekanntschaft mit dem Völkerkundler Felix von Luschan, der sein Interesse für völker- und volkskundliche Sammeltätigkeit weckte. Nach seinem Umzug nach Neustrelitz wurde er unter anderem vom Sohn des Troja-Entdeckers Heinrich Schliemann unterrichtet, dessen hohes Interesse an der Völkerkunde einen regen Austausch mit Konietzko zur Folge hatte. Nach dem Militärdienst begann er im Jahre 1908 eine kaufmännische Ausbildung bei der Im- und Exportfirma de Freytas in Hamburg. In dieser Zeit unterhielt er Kontakte zu den Firmen J.F.G Umlauff, Hoppe und Käptn Haase, die sich als Erste in Hamburg mit völkerkundlichen Objekten befassten. Seine erste eigene Handelstätigkeit fiel in das Jahr 1910, als er begann, außereuropäische Kunstobjekte an deutsche Museen zu verkaufen. Ab 1911 verfügte er über eigene Geschäftsräume in Hamburg-Eilbek.
Von 1911 bis 1914 unternahm Konietzko im Auftrag diverser Museen mehrere völkerkundlich geprägte Sammelreisen nach Lappland, Spanien, Portugal, Irland (Aran-Inseln) sowie in das obere Nilgebiet in Südsudan, zu den Stämmen der Schilluk und Dinka.
Im Ersten Weltkrieg war als wissenschaftlicher Heeresmitarbeiter auf dem Balkan als Heeres-Ethnograph tätig.
Bis 1931 folgten weitere Reisen nach Indien (Pandanus und Khol-Gebiet), Kaschmir, Tibet und Sardinien. Auch für die volkstümliche Kultur der Bewohner der norddeutschen Halligen interessierte er sich und baute darüber in den Zwanziger Jahren eine umfangreiche Sammlung auf. Mit Beginn des Dritten Reiches wurden die Geldmittel für Forschungsreisen stark reduziert, so dass Konietzko sich fortan ausschließlich dem Handel mit Ethnographica und Antiquitäten auf internationaler Ebene widmete.
Seine Sammelreisen führten dazu, dass er indirekt Einfluss auf die bildende Kunst nahm: Der Expressionismus der Brücke-Künstler wurde stark von Objekten der Afrikanischen Kunst beeinflusst und geleitet. Zu Konietzkos Kunden zählten zeitgenössische Künstler wie die zur Berliner Brücke zählenden Emil Nolde, Karl Schmidt-Rottluff und Max Pechstein, aber auch die Maler Karl Hofer und Rolf Nesch (Hamburger Sezession), der Hamburger Bildhauer Friedrich Wield und der aus Wien stammende Jugendstil-Künstler Carl Otto Czeschka. Czeschka, der von 1907 bis 1943 Lehrer an der heutigen Hochschule für bildende Künste Hamburg war, hatte mit Hilfe der Objekte, die Julius Konietzko von seinen Reisen – insbesondere aus Afrika – mitgebracht und verkauft hatte, eine große private Sammlung aufgebaut. Davon befinden sich heute 600 Objekte im Museum für Völkerkunde Hamburg. Darüber hinaus war Czeschka ein sehr guter Freund der Familie von Julius Konietzko und wurde Patenonkel der beiden Söhne Wolf und Boris.
Die Früchte Konietzkos jahrelanger Sammeltätigkeit zählen bis heute zu den Glanzstücken deutscher und ausländischer Museen. Seiner Weitsicht ist zu verdanken, dass vor Beginn der kritischen Phase des Zweiten Weltkrieges umfangreiche ethnographische Sammlungen mit Hilfe des Museum für Völkerkunde Hamburg ausgelagert und somit vor dem Bombenkrieg bewahrt wurden.
Julius Konietzko war dreimal verheiratet und hatte zwei Söhne: Wolf Konietzko, Facharzt für Anästhesie, und Boris Kegel-Konietzko, Diplom-Biologe und seit 1957 ebenfalls als internationaler Händler für ethnographische Objekte und Afrikanische Kunst tätig.

## Veröffentlichungen
- 1929/32 – Die Konietzko'sche Indienexpedition 1927 (Ethnologischer Anzeiger, Stuttgart)
- 1930/31 – Die volkstümliche Kultur der Halligbewohner (Niederdeutsche Zeitschrift für Völkerkunde, Bremen)
- 1943/43 – Die Entwicklung der Beleuchtung in Schleswig-Holstein (Schleswig-Holsteinisches Jahrbuch)
- 1986 – Julius Konietzko – Ein Sammelreisender und Händler (Mitteilungen aus dem Völkerkundemuseum Hamburg, NF, Band 16, Verf.: Jürgen Zwernemann)
- 2018 – Julius Konietzko / Sebastiano Guiso, "Begegnung in Sardinien. Fotografien von der Insel / Incontro in Sardegna. Immagini dall'isola", Stuttgart 2018
- 2022 – Julius Konietzko / Sebastiano Guiso / Boris Kegel-Konietzko, "Incontro in Sardegna. Immagini dall'isola 1920-1950", Stuttgart 2022 (Giovanni Masala Verlag)